# Okręg wyborczy Dumfries Burghs
Okręg wyborczy Dumfries Burghs powstał w 1708 r. i wysyłał do brytyjskiej Izby Gmin jednego deputowanego. Okręg obejmował miasta Dumfries, Annan, Lochmaben, Sanquhar oraz Kirkcudbright. Okręg został zniesiony w 1918 r.

## Deputowani do brytyjskiej Izby Gmin z okręgu Dumfries Burghs
- 1708–1710: William Johnstone
- 1710–1713: John Hutton
- 1713–1715: William Johnstone
- 1715–1722: Alexander Fergusson
- 1722–1727: William Douglas
- 1727–1734: Archibald Douglas
- 1734–1735: Charles Areskine
- 1735–1738: William Kirkpatrick
- 1738–1741: Robert Laurie
- 1741–1743: lord John Johnstone
- 1743–1754: James Johnstone
- 1754–1761: Archibald Douglas
- 1761–1766: Thomas Miller
- 1766–1768: James William Montgomery
- 1768–1780: William Douglas
- 1780–1784: Robert Herries
- 1784–1790: James Johnstone
- 1790–1796: Patrick Miller
- 1796–1800: Alexander Hope, torysi
- 1800–1802: William Johnstone Hope
- 1802–1803: Charles Hope
- 1803–1806: James Stopford, wicehrabia Stopford, torysi
- 1806–1807: Henry Erskine
- 1807–1812: John Heron-Maxwell
- 1812–1832: William Robert Keith Douglas
- 1832–1841: Matthew Sharpe
- 1841–1868: William Ewart
- 1868–1874: Robert Jardine
- 1874–1886: Ernest Noel
- 1886–1906: Robert Reid, Partia Liberalna
- 1906–1918: John Gulland, Partia Liberalna